# Dienstgrade der pakistanischen Streitkräfte
Dieser Artikel behandelt die Dienstgradabzeichen der pakistanischen Streitkräfte der Gegenwart.

## Dienstgrade

### Heer
| Offiziere        | Offiziere            | Offiziere       | Offiziere         | Offiziere       | Offiziere      | Offiziere      | Offiziere         | Offiziere      | Offiziere              | Offiziere              | Offiziere              | Offiziere        |
| Dienstgradgruppe | Generale (جنرل)      | Generale (جنرل) | Generale (جنرل)   | Generale (جنرل) | Stabsoffiziere | Stabsoffiziere | Stabsoffiziere    | Stabsoffiziere | Hauptleute / Leutnante | Hauptleute / Leutnante | Hauptleute / Leutnante | Offizieranwärter |
| ---------------- | -------------------- | --------------- | ----------------- | --------------- | -------------- | -------------- | ----------------- | -------------- | ---------------------- | ---------------------- | ---------------------- | ---------------- |
| Schulterklappe   |                      |                 |                   |                 |                |                |                   |                |                        |                        |                        | unbekannt        |
| Dienstgrad       | Generalfeldmarschall | General         | Generalleutnant   | Generalmajor    | Brigadier      | Oberst         | Oberstleutnant    | Major          | Hauptmann              | Leutnant               | Unterleutnant          |                  |
| Urdu             | فیلڈ مارشل           | جنرل            | لیفٹیننٹ جنرل     | میجر جنرل       | برگیڈیر        | کرنل           | لفٹیننٹ کرنل      | میجر           | کپتان/کیپٹن            | لفٹیننٹ/لفٹین          | سیکنڈ لفٹیننٹ          |                  |
| Transliteration  | Field Marshal        | Jenral          | Lieutenant Jenral | Major Jenral    | Brigadier      | Cornel         | Lieutenant Cornel | Major          | Kaptan                 | Lieutenant             | Second Lieutenant      |                  |
| NATO-Rangcode    | OF-10                | OF-9            | OF-8              | OF-7            | OF-6           | OF-5           | OF-4              | OF-3           | OF-2                   | OF-1                   | OF-1                   | OF(D)            |

| Unteroffiziere   | Unteroffiziere                                   | Unteroffiziere   | Unteroffiziere             | Unteroffiziere | Unteroffiziere  | Unteroffiziere | Mannschaften  | Mannschaften   | Mannschaften   |
| Dienstgradgruppe | Fachdienstoffizier mit Dienstgrad unter Leutnant | Unteroffiziere   | Unteroffiziere             | Unteroffiziere | Unteroffiziere  | Unteroffiziere | Mannschaften  | Mannschaften   | Mannschaften   |
| ---------------- | ------------------------------------------------ | ---------------- | -------------------------- | -------------- | --------------- | -------------- | ------------- | -------------- | -------------- |
| Schulterklappe   |                                                  |                  |                            |                |                 |                |               | kein Abzeichen | kein Abzeichen |
| Dienstgrad       | Oberstabsfeldwebel                               | Stabsfeldwebel   | Hauptfeldwebel             | Feldwebel      | kein Äquivalent | Korporal       | Obergefreiter | Schütze        | Schütze        |
| Urdu             | صوبیدار میجر/رسالدار میجر                        | صوبیدار/رسالدار  | نائب صوبیدار/نائب رسالدار  | حوالدار        |                 | نائک           | لانس نائک     | سپاہی          | سپاہی          |
| Transliteration  | Subedar-Major/Risaldar-Major                     | Subedar/Risaldar | Naib Subedar/Naib Risaldar | Havildar       |                 | Naik           | Lance Naik    | Sepoy          | Sepoy          |
| NATO-Rangcode    | OR-9                                             | OR-8             | OR-7                       | OR-6           | OR-5            | OR-4           | OR-3          | OR-2           | OR-1           |

| Andere Dienstgradabzeichen | Andere Dienstgradabzeichen | Andere Dienstgradabzeichen       | Andere Dienstgradabzeichen | Andere Dienstgradabzeichen     |
| Dienstgradgruppe           | Unteroffiziere             | Unteroffiziere                   | Unteroffiziere             | Unteroffiziere                 |
| -------------------------- | -------------------------- | -------------------------------- | -------------------------- | ------------------------------ |
| Schulterklappe             |                            |                                  |                            |                                |
| Dienstgrad                 | Battalion Sergeant Major   | Battalion Quartermaster Sergeant | Company Sergeant Major     | Company Quartermaster Sergeant |
|                            | Battalion Havildar Major   | Battalion Quartermaster Havildar | Company Havildar Major     | Company Quartermaster Havildar |

### Marine
| Offiziere        | Offiziere            | Offiziere       | Offiziere       | Offiziere       | Offiziere      | Offiziere       | Offiziere        | Offiziere            | Offiziere              | Offiziere              | Offiziere              | Offiziere        |
| Dienstgradgruppe | Generale (جنرل)      | Generale (جنرل) | Generale (جنرل) | Generale (جنرل) | Stabsoffiziere | Stabsoffiziere  | Stabsoffiziere   | Stabsoffiziere       | Hauptleute / Leutnante | Hauptleute / Leutnante | Hauptleute / Leutnante | Offizieranwärter |
| ---------------- | -------------------- | --------------- | --------------- | --------------- | -------------- | --------------- | ---------------- | -------------------- | ---------------------- | ---------------------- | ---------------------- | ---------------- |
| Schulterklappe   |                      |                 |                 |                 |                |                 |                  |                      |                        |                        |                        | unbekannt        |
| Dienstgrad       | Flottenadmiral       | Admiral         | Vizeadmiral     | Konteradmiral   | Kommodore      | Kapitän zur See | Fregattenkapitän | Korvettenkapitän     | Kapitänleutnant        | Leutnant zur See       | Fähnrich zur See       |                  |
| Urdu             | فلیٹ کے ایڈمرل       | ایڈمرل          | وائس ایڈمرل     | ریر ایڈمرل      | کموڈور         | کیپٹن           | کمانڈر           | لفٹیننٹ کمانڈر       | لفٹیننٹ                | سب لفٹیننٹ             | مڈشپمین                |                  |
| Transliteration  | Admiral of the Fleet | Admiral         | Vice Admiral    | Rear Admiral    | Commodore      | Captain         | Commander        | Lieutenant Commander | Lieutenant             | Sub-Lieutenant         | Midshipman             |                  |
| NATO-Rangcode    | OF-10                | OF-9            | OF-8            | OF-7            | OF-6           | OF-5            | OF-4             | OF-3                 | OF-2                   | OF-1                   | OF-1                   | OF(D)            |

| Unteroffiziere   | Unteroffiziere                                   | Unteroffiziere                                   | Unteroffiziere  | Unteroffiziere      | Unteroffiziere | Unteroffiziere  | Mannschaften   | Mannschaften    | Mannschaften   | Mannschaften    |         |
| Dienstgradgruppe | Fachdienstoffizier mit Dienstgrad unter Leutnant | Fachdienstoffizier mit Dienstgrad unter Leutnant | Unteroffiziere  | Unteroffiziere      | Unteroffiziere | Unteroffiziere  | Mannschaften   | Mannschaften    | Mannschaften   | Mannschaften    |         |
| ---------------- | ------------------------------------------------ | ------------------------------------------------ | --------------- | ------------------- | -------------- | --------------- | -------------- | --------------- | -------------- | --------------- | ------- |
| Schulterklappe   |                                                  |                                                  |                 |                     |                |                 |                |                 | kein Abzeichen | kein Abzeichen  |         |
| Dienstgrad       | Oberstabsbootsmann                               | Oberstabsbootsmann                               | kein Äquivalent | Hauptbootsmann      | Bootsmann      | kein Äquivalent | Obergefreiter  | kein Äquivalent | Gefreiter      | Matrose         | Matrose |
| Urdu             | ماسٹر چیف پیٹی افسر                              | فلیٹ چیف پیٹی افسر                               |                 | چیف پیٹی افسر       | پیٹی افسر      |                 |                |                 |                |                 |         |
| Transliteration  | Master Chief Petty Officer                       | Fleet Chief Petty Officer                        |                 | Chief Petty Officer | Petty Officer  |                 | Leading Seaman |                 | Able Seaman    | Ordinary Seaman |         |
| NATO-Rangcode    | OR-9                                             | OR-9                                             | OR-8            | OR-7                | OR-6           | OR-5            | OR-4           | OR-3            | OR-2           | OR-1            |         |

### Luftwaffe
| Offiziere        | Offiziere                | Offiziere       | Offiziere        | Offiziere       | Offiziere      | Offiziere      | Offiziere       | Offiziere         | Offiziere              | Offiziere              | Offiziere              | Offiziere        |
| Dienstgradgruppe | Generale (جنرل)          | Generale (جنرل) | Generale (جنرل)  | Generale (جنرل) | Stabsoffiziere | Stabsoffiziere | Stabsoffiziere  | Stabsoffiziere    | Hauptleute / Leutnante | Hauptleute / Leutnante | Hauptleute / Leutnante | Offizieranwärter |
| ---------------- | ------------------------ | --------------- | ---------------- | --------------- | -------------- | -------------- | --------------- | ----------------- | ---------------------- | ---------------------- | ---------------------- | ---------------- |
| Schulterklappe   |                          |                 |                  |                 |                |                |                 |                   |                        |                        |                        | unbekannt        |
| Dienstgrad       | Generalfeldmarschall     | General         | Generalleutnant  | Air Commodore   | Brigadier      | Oberst         | Oberstleutnant  | Major             | Hauptmann              | Leutnant               | Unterleutnant          |                  |
| Urdu             | ایءر چیف مارشل           | ایءر مارشل      | ایءر وائس مارشل  | ایءر کموڈور     | گروپ کیپٹن     | ونگ کمانڈر     | سکواڈرن لیڈر    | فلائٹ لفٹیننٹ     | فلائنگ آفیسر           | پائلٹ آفیسر            | پائلٹ آفیسر            |                  |
| Transliteration  | Marshal of the Air Force | Air Marshal     | Air Vice-Marshal | Air Commodore   | Group Captain  | Wing Commander | Squadron Leader | Flight Lieutenant | Flying Officer         | Pilot Officer          | Pilot Officer          |                  |
| NATO-Rangcode    | OF-10                    | OF-9            | OF-8             | OF-7            | OF-6           | OF-5           | OF-4            | OF-3              | OF-2                   | OF-1                   | OF-1                   | OF(D)            |

| Unteroffiziere   | Unteroffiziere                                   | Unteroffiziere  | Unteroffiziere            | Unteroffiziere   | Unteroffiziere    | Unteroffiziere  | Unteroffiziere      | Mannschaften      | Mannschaften        | Mannschaften         | Mannschaften |
| Dienstgradgruppe | Fachdienstoffizier mit Dienstgrad unter Leutnant | Unteroffiziere  | Unteroffiziere            | Unteroffiziere   | Unteroffiziere    | Unteroffiziere  | Unteroffiziere      | Mannschaften      | Mannschaften        | Mannschaften         | Mannschaften |
| ---------------- | ------------------------------------------------ | --------------- | ------------------------- | ---------------- | ----------------- | --------------- | ------------------- | ----------------- | ------------------- | -------------------- | ------------ |
| Schulterklappe   |                                                  |                 |                           |                  |                   |                 |                     |                   |                     |                      |              |
| Dienstgrad       | Oberstabsfeldwebel                               | Stabsfeldwebel  | Hauptfeldwebel            | Feldwebel        | Feldwebel         | kein Äquivalent | Korporal            | Obergefreiter     | Gefreiter           | Gefreiter            | Flieger      |
| Urdu             | چیف وارنٹ آفیسر                                  | وارنٹ آفیسر     | اسسٹنٹ وارنٹ آفیسر        | چیف ٹیکنیشین     | سینیر ٹیکنیشین    |                 | کارپورل ٹیکنیشین    | جونیر ٹیکنیشین    | سینیر ایءرکرافٹمین  | لیڈنگ ایءرکرافٹمین   | ایءرکرافٹمین |
| Transliteration  | Chief Warrant Officer                            | Warrant Officer | Assistant Warrant Officer | Chief Technician | Senior Technician |                 | Corporal Technician | Junior Technician | Senior Aircraftsman | Leading Aircraftsman | Aircraftsman |
| NATO-Rangcode    | OR-9                                             | OR-8            | OR-7                      | OR-6             | OR-6              | OR-5            | OR-4                | OR-3              | OR-2                | OR-2                 | OR-1         |